# Камс, Герт
Герт Камс (эст. Gert Kams; 25 мая 1985, Коэру, Ярвамаа) — эстонский футболист, правый полузащитник и защитник. Выступал за национальную сборную Эстонии.

## Биография

### Клубная карьера
Воспитанник футбольной секции посёлка Коэру. С 2001 года играл за местную взрослую команду в четвёртом дивизионе. В 2005 году перешёл в «Валгу», в её составе дебютировал в высшем дивизионе Эстонии.
С 2006 года в течение семи сезонов выступал за «Флору». Со временем был переведён с позиции правого полузащитника на место правого защитника. Становился неоднократным чемпионом и призёром чемпионата Эстонии, обладателем Кубка страны.
В 2013—2014 годах выступал за финский клуб «СИК» (Сейняйоки), становился победителем первого дивизиона (2013) и серебряным призёром высшего дивизиона (2014).
В 2015 году вернулся в «Флору», с командой ещё трижды выигрывал чемпионат Эстонии. С 2015 года являлся капитаном команды.
Всего за карьеру сыграл в составе «Флоры» более 360 матчей в чемпионатах страны, а с учётом игр за «Валгу» провёл 389 матчей и забил 48 голов в высшем дивизионе.

### Карьера в сборной
Дебютировал в национальной сборной Эстонии 3 февраля 2007 года в матче против Польши. Первый гол за сборную забил 29 февраля 2012 года в ворота команды Сальвадора. Последний матч провёл в 2019 году против Антигуа и Барбуда. Всего за национальную команду сыграл 60 матчей и забил 3 гола.

## Достижения
- Чемпион Эстонии (4): 2010, 2011, 2015, 2017, 2019
- Серебряный призёр чемпионата Эстонии (2): 2007, 2008
- Бронзовый призёр чемпионата Эстонии (2): 2006, 2012, 2018
- Серебряный призёр чемпионата Финляндии (1): 2014
- Обладатель Кубка Эстонии (4): 2008, 2009, 2011, 2016
- Обладатель Суперкубка Эстонии (4): 2009, 2011, 2012, 2016